# جیمز باودن (بازیکن فوتبال)
جیمز باودن (انگلیسی: James Bowden; اوت ۱۸۸۰ – ۲۵ مهٔ ۱۹۵۱) بازیکن فوتبال اهل بریتانیا بود.
از باشگاه‌هایی که در آن بازی کرده‌است می‌توان به باشگاه فوتبال وست برومویچ آلبیون، باشگاه فوتبال ساوت‌همپتون، باشگاه فوتبال استون ویلا، باشگاه فوتبال هاید، و باشگاه فوتبال گریمزبی تاون اشاره کرد.